# Hemigomphus theischingeri
Hemigomphus theischingeri là loài chuồn chuồn trong họ Gomphidae. Loài này được Watson mô tả khoa học đầu tiên năm 1991.